# Bahnhof Büttgen
Der Bahnhof Büttgen ist heute ein S-Bahn-Haltepunkt an der Bahnstrecke Mönchengladbach–Düsseldorf. Er ist einer von fünf Schienenverkehrshalten in Kaarst. Er ist der einzige Schienenverkehrshalt Kaarsts an der Bahnstrecke Mönchengladbach–Düsseldorf. Alle anderen vier liegen an deren Nebenstrecke Neuss–Kaarster See.

## Lage
Der Haltepunkt liegt im Zentrum des bis 31. Dezember 1974 selbständigen Kaarster Stadtteils Büttgen. Eine Umbenennung des Haltepunkts nach dem Zusammenschluss der Gemeinden Büttgen und Kaarst ist nicht erfolgt. Der Haltepunkt wird durch die hier haltenden Linien zum Verkehrsknoten von Büttgen sowie zur wichtigsten Haltestelle in Kaarst für Reisende in Richtung Mönchengladbach. Des Weiteren hat der Haltepunkt eine wichtige Funktion für den Schülerverkehr, da viele Schüler der Gesamtschule Büttgen aus der Umgebung, meist aus Neuss, kommen.

## Geschichte
Der Bahnhof Büttgen wurde auf Drängen des Büttgener Bürgermeisters von der Aachen-Düsseldorf-Ruhrorter Eisenbahn-Gesellschaft 1868 errichtet. Nach dem Bau des Bahnhofs kam es immer wieder zu Beschwerden von Bürgern, dass die Bahnverbindung zu unattraktiv wäre; diese Beschwerden gingen immer mehr zurück und spätestens nach dem Ersten Weltkrieg wurde der Bahnhof auch von den Bewohnern als Teil von Büttgen angesehen. Nach der mit Wirkung ab dem 1. Januar 1975 erfolgten Zusammenlegung der Gemeinden Büttgen und Kaarst zur Großgemeinde Kaarst (seit 1981 Stadt Kaarst) wurde der Name des Bahnhofs nicht verändert.
Mit der Einführung der Linie S 8 der S-Bahn Rhein-Ruhr 1988 wurde der Bahnhof zum Haltepunkt umgebaut.

## Linien
Am Bahnhof Büttgen halten die S-Bahn Linie "S8" und seit dem 16. Dezember 2020 werktags im morgendlichen Berufsverkehr jeweils um 7:01 und um 8:00 Uhr auch der Regionalexpress "RE4". Ferner halten am Bahnhof Büttgen die Buslinien "860, 8601, 866". 
| Linie | Verlauf | Takt                                                                       |
| ----- | --- | -------------------------------------------------------------------------- |
| S 8   | Hagen Hbf – HA-Wehringhausen – HA-Heubing – HA-Westerbauer – Gevelsberg-Knapp – Gevelsberg Hbf – Gevelsberg-Kipp – Gevelsberg West – Schwelm – Schwelm West – W-Langerfeld – W-Oberbarmen – W-Barmen – W-Unterbarmen – Wuppertal Hbf – W-Steinbeck – W-Zoologischer Garten – W-Sonnborn – W-Vohwinkel – Haan-Gruiten – Hochdahl-Millrath – Hochdahl – Erkrath – D-Gerresheim – D-Flingern – Düsseldorf Hbf – D-Friedrichstadt – D-Bilk – D-Völklinger Straße – D-Hamm – NE Rheinpark-Center – NE Am Kaiser – Neuss Hbf – Büttgen – Kleinenbroich – Korschenbroich – MG-Lürrip – Mönchengladbach Hbf Stand: Fahrplanwechsel Dezember 2023 | 30 min 60 min (Hagen–Oberbarmen) 20 min (Oberbarmen–M’gladbach wochentags) |
| 860   | Büttgen Bf – Driesch – Vorst – Kaarster Bahnhof – Rathaus (– Neusser Straße – Friedhof / Am Hoverkamp) | 20 min                                                                     |
| 8601  | Büttgen Bf – Driesch – Vorst – Kaarster Bahnhof – Rathaus – Neusser Straße – Friedhof | einzelne Fahrten (Taxibus)                                                 |
| 866   | (Berliner Platz –) Büttgen Bf – Driesch – Vorst – Kaarster Bahnhof – Rathaus – Lange Hecke / Am Hoverkamp / Badeniastraße | einzelne Fahrten                                                           |